# Guerre algéro-tunisienne de 1756
Batailles
Bataille du Kef
Prise de Béja
Siège de Tunis
La guerre algéro-tunisienne de 1756 est un conflit qui oppose, d'octobre 1755 au 31 août 1756, la régence d'Alger sous le règne de Baba Ali Bou Sebaa et la régence de Tunis sous le règne d'Ali Ier Pacha.

## Contexte
Ali Ier Pacha, bey de Tunis installé par les Algériens en 1735 s'abat, après 1740, sur ses opposants et les potentiels concurrents à la succession d'Hussein Ier Bey. Deux princes tunisiens, Mohamed Rachid et Ali Bey, s'exilent à Alger, où ils demandent au dey d'Alger, Baba Ali Bou Sebaa, de les aider à restaurer le descendant légitime de la dynastie des Husseinites. Ce dernier accepte et délègue la mission au bey de Constantine, Hussein Bey Zereg-Aïnou.

## Déroulement
Dès octobre 1755, les relations algéro-tunisiennes deviennent tendues. Hussein Bey Zereg-Aïnou, bey de Constantine, envoie deux de ses principaux officiers au Bardo ; les demandes faites par ses officiers sont telles que, dès leur départ huit jours après qu'ils soient arrivés, les Tunisiens ne parlent plus que de préparations de guerre. En novembre, les armées sont levées et les forts approvisionnés. En décembre, des retranchements sont creusés en dehors de Tunis. Ali Pacha et son fils Sidi Mohamed partent avec 1 200 hommes au camp d'hiver, l'un d'entre eux se rendant au Jérid où les Arabes d'Alger commencent déjà à faire des incursions. L'armée algérienne marche sur la forteresse du Kef le 10 juin 1756, et y pénètre après un siège de treize jours. Après avoir soumis Béja, l'armée se dirige vers Tunis et s'emparent de la ville après un siège de deux mois, le 31 août ou dans la nuit du 1er septembre 1756, et la livrent au pillage avec les soldats de la milice tunisienne.

## Conséquences
Ali Ier Pacha est tué le 22 septembre 1756. L'armée algérienne se répand dans la ville et la pille mais le partage même du butin conduit à une division entre le bey de Constantine, chef de l'expédition, et Mohamed Rachid Bey. Le bey de Constantine ayant fait appel à ses troupes, Mohamed Rachid s'enferme dans la citadelle du Bardo alors que son frère Ali Bey s'enfuit à Sfax pour y lever des troupes auprès des anciens alliés de son père, les caïds de Djerba et Sfax. C'est alors que Mohamed Rachid alerte son frère Ali, qui accourt de Sfax avec des troupes nombreuses et disciplinées, composées en majorité de cavaliers tribaux. Ali réussit à battre les insurgés, rétablir l'autorité légitime de son frère et obtenir le départ des troupes d'Alger, moyennant toutefois le paiement d'une forte indemnité de guerre et l'envoi d'un tribut annuel symbolique consistant en deux chargements d'huile d'olive pour, selon le texte du traité, éclairer les mosquées d'Alger.